# Ždiarska dolina (Kráľovohoľské Tatry)

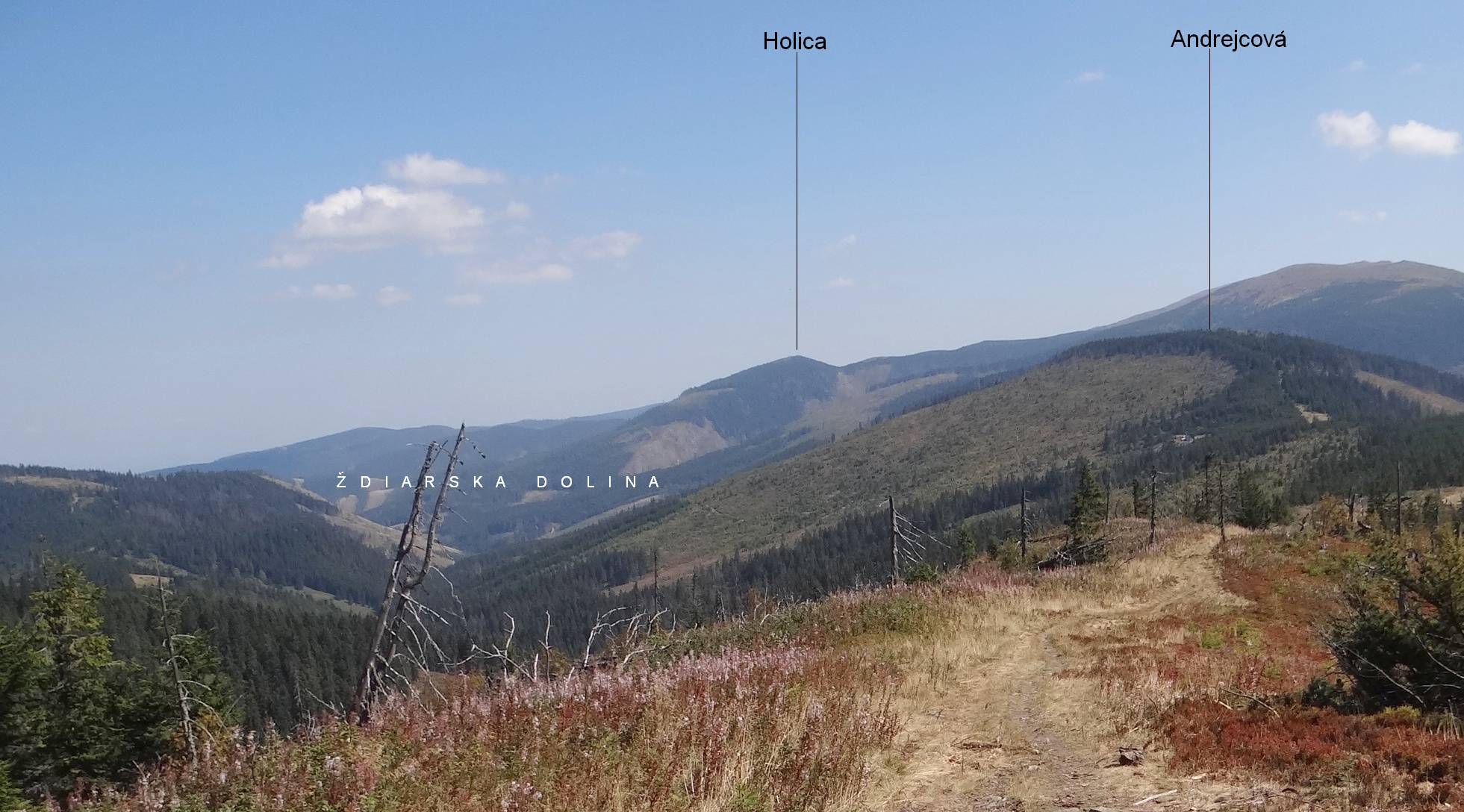
Widok na górną część Doliny Zdziarskiej

Ždiarska dolina – dolina we wschodniej części Niżnych Tatr na Słowacji. Ma wylot w kotlinie Czarnego Wagu, po południowej stronie zabudowanych obszarów miejscowości Liptovská Teplička i biegnie w kierunku południowo-zachodnim, podchodząc pod przełęcz Priehybka (1550 m). Dnem doliny spływa Ždiarsky potok (dopływ Czarnego Wagu). Orograficznie lewe zbocza doliny tworzy północno-wschodni grzbiet szczytu Heľpianský vrch (1568 m), opadający poprzez szczyty Ostrá, Panská hoľa i Skorkovec do doliny Czarnego Wagu. Zbocza prawe tworzy Andrejcová i północny grzbiet Orlovej (Orlová) ze szczytami Holica i Opálené.
Dolina w całości znajduje się w obrębie Parku Narodowego Niżne Tatry. Zbudowane jest ze skał wapiennych, są w niej wąwozy, jaskinie i inne formy rzeźby krasowej. W całości porośnięta jest lasem. Niewielkie polany znajdują się tylko na jej dnie. Prowadzi nim droga leśna, a na polankach są 3 leśniczówki: Podpálené, Ždiar i Stanikovo. Dnem doliny prowadzi także szlak turystyczny na główny grzbiet Niżnych Tatr (w pobliże schroniska Andrejcová).

## Szlak turystyczny
Liptovská Teplička, vypad, rázcestie – Ždiarska dolina – Budnárka – Pod Košariskami (skrzyżowanie z grzbietowym czerwonym szlakiem). Suma podejść 565 m, czas przejścia 3.15 h.